# リチャード・ハワード (第4代エフィンガム伯爵)
第4代エフィンガム伯爵リチャード・ハワード（英語: Richard Howard, 4th Earl of Effingham FSA、1748年2月21日 – 1816年12月10日）は、イギリスの貴族、政治家。1784年から1790年まで庶民院議員を務めた。1748年から1791年までリチャード・ハワード閣下（Hon. Richard Howard）の儀礼称号を使用した。

## 生涯
第2代エフィンガム伯爵トマス・ハワードと妻エリザベス（1725年2月18日 – 1791年10月13日、ピーター・ベックフォードの娘）の次男として、1748年2月21日に生まれ、同日にセント・ジョージ・ハノーヴァー・スクエアで洗礼を受けた。1755年4月12日から1762年までイートン・カレッジで教育を受けた。1763年11月21日にsub-brigadier and cornetとしてホース・ガーズ第1中隊に入隊、1768年1月21日にbrigadier and lieutenantに昇進した後、1771年に陸軍から引退した。
1784年3月29日にシャーロット王妃の秘書官および監査官（Secretary and Comptroller）に任命され、1814年4月ごろまで務めた後、1814年5月9日にシャーロット王妃の会計長官（Treasurer）に任命され、1816年に死去するまで務めた。
1784年イギリス総選挙でステイニング選挙区から出馬した。ステイニングでは第4代準男爵サー・ジョン・ホニーウッドの勢力が少なくとも1議席を掌握しており、ホニーウッドが政界でハワードの兄にあたる第3代エフィンガム伯爵トマス・ハワードとのつながりをもっていたためハワードを当選させた。庶民院で演説した記録はなく、1788年5月にサー・エリヤ・インペイの弾劾に賛成票を投じ、同年から1789年にかけての摂政法危機で小ピットを支持した。1790年イギリス総選挙をもって議員を退任した。1791年11月19日に兄トマスが死去すると、エフィンガム伯爵位を継承した。貴族院ではトーリー党に同調して投票することが多かった。
1784年6月10日、ロンドン考古協会フェローに選出された。1803年9月7日、シェフィールド志願兵連隊隊長に任命された。
1816年12月10日にロザラム近くのザ・グランジ（The Grange）で死去、ロザラム教会に埋葬された。エフィンガム伯爵位は廃絶、エフィンガムのハワード男爵位は5代男爵の子孫にあたるケネス・アレクサンダー・ハワードが継承した。

## 家族
1785年6月14日、ハリエット・エリザベス・マーシュ（Harriet Elizabeth Marsh、1827年3月7日没、ジョン・マーシュの娘）と結婚したが、2人の間に子供はいなかった。